# 阿尔孔塔尔
阿尔孔塔尔，是西班牙安达卢西亚自治区阿尔梅里亚省的一个市镇。 总面积94km2, 总人口611人（2001年），人口密度7人/km2。